# Elegia dla bidoków (film)
Elegia dla bidoków (ang. Hillbilly Elegy) – amerykański dramat obyczajowy z 2020 roku w reżyserii Rona Howarda. Scenariusz Vanessy Taylor powstał na podstawie autobiograficznej książki pod tym samym tytułem autorstwa J.D. Vance’a.
Muzykę do filmu skomponowali Hans Zimmer i David Fleming, zmontował go James D. Wilcox, autorem zdjęć był Maryse Alberti, scenografii Merissa Lombardo, a kostiumów Virginia Johnson.
Zdjęcia kręcono w stanach Georgia (m.in. Atlanta) i Ohio. 
Film zrealizowany przez Imagine Entertainment dla Netflixa uzyskał dwie nominacje do Oscara (za najlepszą charakteryzację i fryzury i dla najlepszej aktorki drugoplanowej – Glenn Close). Film uzyskał ponad 30 innych nominacji do filmowych nagród.

## Obsada
- Amy Adams jako Bev, matka J.D.
- Tierney Smith jako młoda Bev
- Glenn Close jako Mamaw (babcia) Bonnie Vance
- Sunny Mabrey jako młoda Bonnie
- Gabriel Basso jako J.D. Vance
- Owen Asztalos jako młody J.D.
- Haley Bennett jako Lindsay siostra J.D.
- Freida Pinto jako Usha, dziewczyna
- Bo Hopkins jako Papaw (dziadek J.D.)